# 田代森

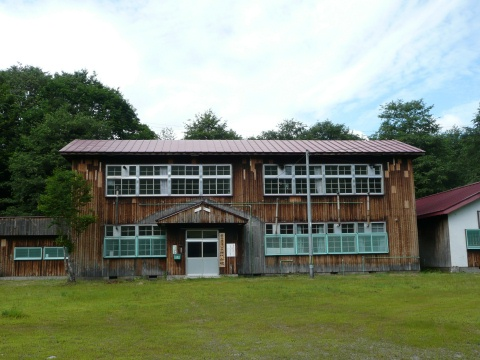
大湯小学校田代分校

田代森（たしろもり）は、秋田県鹿角市にある山である。

## 概要
標高553.5m。田代川（米代川水系支流大湯川支流大清水川支流）の流域に位置している。
山麓一帯には、広大な牧場が広がっている。周辺にはミズバショウの群落がある。
付近にある鹿角市立大湯小学校田代分校は、冬期間だけ開校する。

## 近くの山
- 戸倉森
- 西ノ森
- 東ノ森